# خوارساختن عمومی

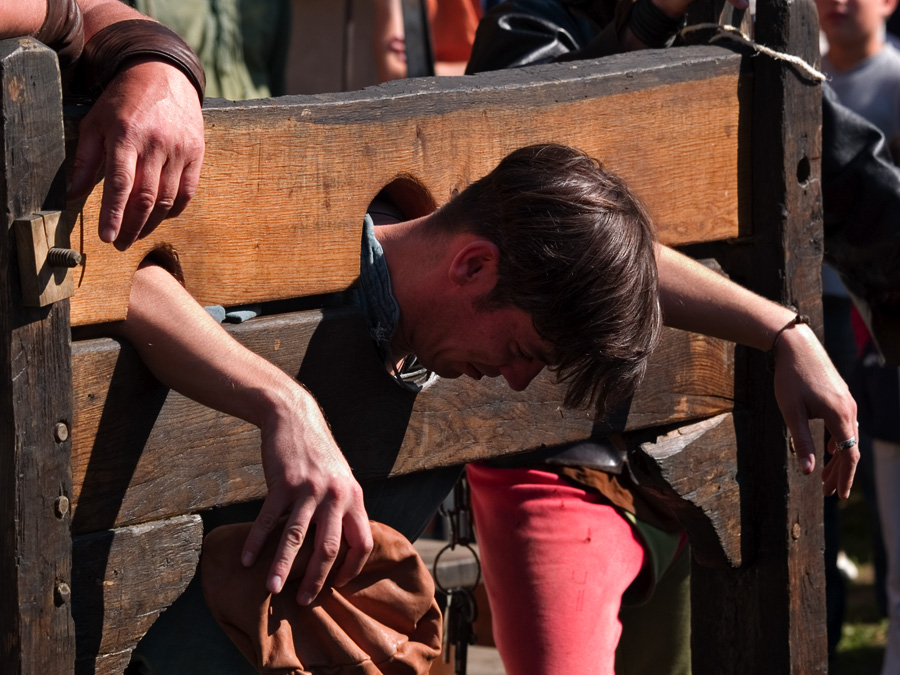
تصویری از خوارسازی عمومی

خوارساختن عمومی یا شرمگین‌سازی عمومی شکلی از مجازات است که ویژگی اصلی آن خوارساختن یا تحقیر یک شخص، معمولاً یک متخلف یا زندانی در یک مکان عمومی است. در قرون گذشته از این مجازات به عنوان نوعی محکومیت استفاده می‌شد و هنوز در دوره معاصر به اشکال متفاوت اجرا می‌شود.